# Mary Chase
Mary Chase, all'anagrafe Mary Agnes McDonough Coyle (Denver, 25 febbraio 1906 – Denver, 20 ottobre 1981) è stata una scrittrice statunitense, vincitrice del Premio Pulitzer per la drammaturgia nel 1945.

## Biografia
Cresciuta in povertà in una famiglia di origini irlandesi, Mary Chase ha studiato all'Università del Colorado a Boulder e all'Università di Denver.
Nel 1924 cominciò la sua carriera giornalistica scrivendo per il Denver Times ed il Rocky Mountain News, un'attività a cui si dedicò per sette anni prima di debuttare a teatro in veste di commediografa nel 1931. Pur continuando a lavorare come giornalista freelance, Chase nel corso della sua carriera teatrale scrisse quattordici opere teatrali, ottenendo nel 1945 il suo più grande successo con Harvey, che rimase in scena a Broadway per oltre mille repliche e le valse il Premio Pulitzer per la drammaturgia. Nel 1950 scrisse anche la sceneggiatura dell'omonimo adattamento cinematografico della sua commedia. Chase è anche autrice di due romanzi per bambini, Loretta Mason Potts (1958) e The Wicked, Wicked Ladies in the Haunted House (1968).

## Vita privata
È stata sposata con il giornalista Robert L. Chase dal 1928 e la coppia ha avuto due figli, Michael e Colin Robert.

## Filmografia parziale

### Sceneggiatrice
- Harvey, regia di Henry Koster (1950)